# Pirsonit
Pirsonit je karbonatni mineral s kemijsko formulo Na2Ca(CO3)2•2H2O (natrijev kalcijev karbonat dihidrat). Je eden od več karbonatnih mineralov, ki so nastali v ne-morskih evaporitnih skladih. Med druge sorodne evaporitne minerale spadajo trona, gejlusit, nortupit, nahkolit in termonatrit. Evaporitni minerali so geološko pomembni, ker so jasno povezani s sušnimi  obdobji v okoljih, v katerih so nastali.
Pirsonit in gejlusit (Na2Ca(CO3)2•5H2O) se razlikujeta samo po število molekul kristalno vezane vode, vendar imata popolnoma drugačno simetrijo in zato tudi kristalno strukturo in habit. Pirsonit zlahka izgubi svojo kristalno vodo, zato se mora hraniti v dobro zaprtih posodah.

## Ime
Mineral je dobil ime po ameriškem petrologu in mineralogu Louisu Valentinu Pirssonu (1860-1919) z Univerze Yale.

## Nahajališča
Tipska lokacija pirsonita je Searles Lake, Kalifornija. Druga pomembnejša nahajališča so še Searles Lake in Deep Spring Lake in Borax Lake v Kaliforniji, Mont Saint-Hilaire v Quebecu, Kanada in drugod.

## Sorodni minerali
Sorodni minerali so gejlusit, nortupit, trona, analcim in halit.